# Ventorros de la Laguna
Los Ventorros de la Laguna (o Ventorrillo) es una localidad y pedanía española perteneciente al municipio de Loja, en la provincia de Granada, comunidad autónoma de Andalucía. Está situada en la parte occidental de la comarca lojeña. Cerca de esta localidad se encuentran los núcleos de Venta de Santa Bárbara y Ventorros de Balerma.

## Demografía
Según el Instituto Nacional de Estadística de España, en el año 2021 los Ventorros de la Laguna contaba con 243 habitantes censados, lo que representa el 1,19% de la población total del municipio.

### Evolución de la población
| Gráfica de evolución demográfica de Vent. de la Laguna entre 2011 y 2021 |
|                                                                          |
| Datos según el nomenclátor publicado por el INE.                         |

## Comunicaciones
Algunas distancias entre los Ventorros de la Laguna y otras ciudades:
| Ciudades | Distancia (km) |
| -------- | -------------- |
| Loja     | 10             |
| Granada  | 65             |
| Málaga   | 79             |
| Jaén     | 143            |
| Almería  | 219            |
| Murcia   | 338            |

## Cultura

### Fiestas
Los Ventorros de la Laguna celebra sus fiestas populares en torno al 24 de junio en honor a San Juan, patrón de la pedanía.
La Fiesta de la Gastronomía tiene lugar el 14 de agosto en la plaza San Juan. En ella, cada vecino del pueblo aporta un plato de comida típico de la zona para que todos los asistentes, ya sean o no de la localidad, lo puedan degustar.
También cabe destacar el Martes Santo, día en el que los ventorrilleros sacan en procesión por sus calles a Jesucristo Crucificado y a la Virgen de los Dolores.